# Ilyodon xantusi
Ilyodon xantusi  (Hubbs & Turner, 1939), è un pesce d'acqua dolce appartenente alla famiglia Goodeidae, sottofamiglia Goodeinae.

## Distribuzione e habitat
Questa specie è diffusa nei bacino idrografico del fiume Armería, in Messico.

## Descrizione
presenta un corpo piuttosto compresso ai fianchi, allungato e idrodinamico, con occhi grandi, labbra carnose e lungo peduncolo caudale. La pinna dorsale è arretrata, non molto ampia e opposta alla piccola pinna anale; la caudale è a delta e tutte le pinne hanno bordi arrotondati. La livrea maschile prevede un fondo color sabbia tendente al senape scuro sul dorso, più chiaro scendendo al ventre, finemente e irregolarmente marezzato di nero e d'argento. Dalle branchie parte una fascia nera orizzontale che sul peduncolo caudale si smaterializza in marezzatura. La pinna caudale ha fondo giallo vivo, marezzato di nero e orlato dello stesso colore, così come le altre pinne. Le femmine presentano una livrea più smorta, con fascia nera meno visibile e pinne giallo-trasparenti.